# Panturchismo

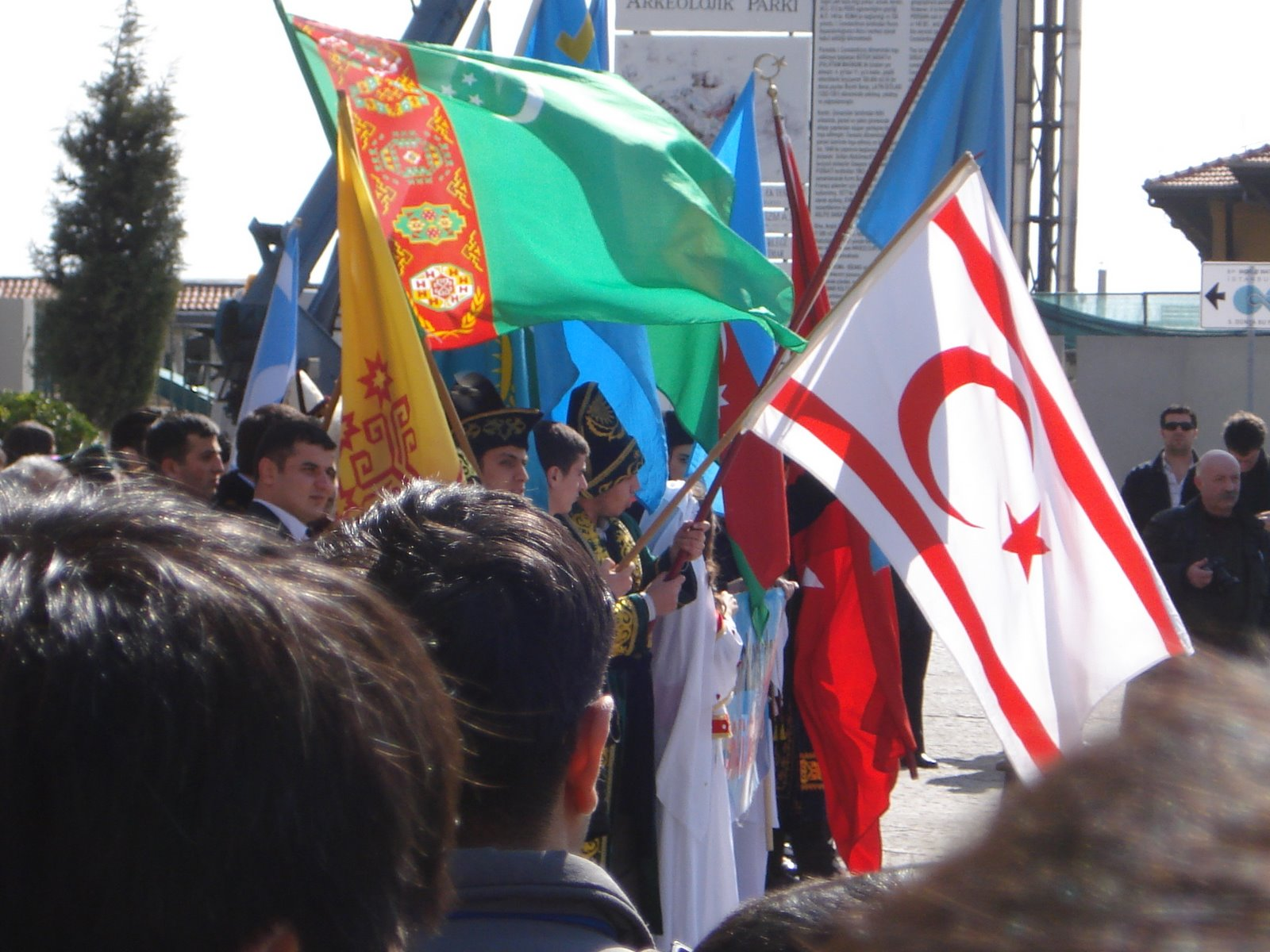
Manifestazione panturchista del marzo 2009

Il panturchismo è un movimento ideologico che cerca di promuovere l'unione di tutti i popoli turchi, compresi – almeno in origine – anche gli ungheresi, collegato all'ideologia turanica (assai diffusa, anche a livello ufficiale, in Ungheria, Turchia e Giappone). Il padre del panturchismo è considerato l'orientalista ungherese Ármin Vámbéry.

## Storia
Nasce alla fine del XIX secolo tra Germania, Austria-Ungheria e Impero ottomano, dove era forte il sentimento di comunanza di origine tra i popoli turchi e i cosiddetti popoli turanici. All'epoca, infatti, teorie linguistiche come quella ugro-finnica non avevano ancora il peso che hanno oggi; in più c'erano fattori di ordine politico ed economico che favorivano un avvicinamento anche culturale dell'Austria-Ungheria all'Impero ottomano (è l'epoca della linea ferroviaria Berlino-Vienna-Budapest-Costantinopoli-Baghdad e della grande frequentazione da parte degli Ottomani delle università dell'Europa centrale e danubiana). Tra le altre cose, si ricordi come l'Ungheria fino alla prima guerra mondiale avesse a Costantinopoli anche un importante istituto di cultura e come nelle fonti medievali greco-bizantine gli ungheresi venissero chiamati turchi e l'importante ruolo che i popoli di lingua turcica hanno avuto nella storia ungherese: Avari, Cumani e altri ancora). Con la fine della seconda guerra mondiale e l'invasione sovietica dell'Ungheria, il panturchismo esce di moda tra gli ungheresi, rimanendo praticamente esclusivo appannaggio dell'area turca propriamente detta.
Oggi il panturchismo è ancora abbastanza forte in Turchia, Caucaso (soprattutto Azerbaigian) e Asia centrale (Uzbekistan, Turkmenistan, Kirghizistan, Kazakistan). Il governo turco ha, in particolare, dimostrato interesse a far crescere la "solidarietà" tra i popoli turchi. Tra i movimenti che ancora oggi si ispirano a questa ideologia ci sono il partito turco detto Movimento nazionale e i Lupi grigi (bozkurtlar in turco), questi ultimi divenuti famosi soprattutto dopo l'attentato a papa Giovanni Paolo II da parte del loro membro Mehmet Ali Ağca.
Il panturchismo è ritenuto tra i maggiori capisaldi della dottrina di politica estera del presidente turco Recep Tayyip Erdoğan, assieme al turanismo e al richiamo al passato storico dell'Impero ottomano, specie dopo l'ascesa del Movimento Nazionale a partner di governo del Partito della Giustizia e dello Sviluppo (AKP) del Presidente.